# Södermanlands runinskrifter 240
Runinskrift Sö 240, även kallad Ribbystenen, är en runsten som står utmed Blåkullavägen bakom Ribbyskolan i Västerhaninges centrala del. I området har Ribby gård legat alltsedan järnåldern. Den kvadratiska stenen låg länge med ristningen nedåt och först när den vändes upptäcktes ristningen. Runstenen står i dikesrenen på sin ursprungliga plats. Ornamentiken består av en enkel ormslinga som ringlar kring ett kors. Ristaren torde vara Amunde.

## Inskriften
Translitteration:· suin · lit · raisa · stain · at · roþisl · faþr · sia
Normaliserad: Svæinn let ræisa stæin at Roðisl, faður sinn.
Nusvenska: Sven lät resa stenen efter Rodisl, sin fader.

## Källa
- Runinskrifter i Haninge, Harry Runqvist, 1975, Haninge Hembygdsgille